# Jake DeBrusk
Jake DeBrusk (* 17. Oktober 1996 in Edmonton, Alberta) ist ein kanadischer Eishockeyspieler, der seit Juli 2024 bei den Vancouver Canucks in der National Hockey League (NHL) unter Vertrag steht. Zuvor verbrachte der linke Flügelstürmer acht Jahre in der Organisation der Boston Bruins.

## Karriere
Jake DeBrusk wurde in Edmonton geboren und durchlief dort in seiner Jugend die Nachwuchs-Auswahlen des South Side Athletic Club. Zur Saison 2013/14 wechselte er zu den Swift Current Broncos in die Western Hockey League, die ihn im WHL Bantam Draft im Jahre 2011 an 137. Position ausgewählt hatten. In seinem zweiten Jahr gelang dem linken Flügelstürmer der Durchbruch in Swift Current, so erzielte er in 72 Spielen bei 42 Toren 81 Scorerpunkte und wurde im anschließenden NHL Entry Draft 2015 an 15. Position von den Boston Bruins ausgewählt. Die Bruins statteten DeBrusk im November 2015 mit einem Einstiegsvertrag aus, jedoch lief der Angreifer weiterhin für die Broncos in der WHL auf, die ihn allerdings im folgenden Monat innerhalb der Liga an die Red Deer Rebels abgaben. Im Gegenzug wechselten Lane Pederson sowie zwei Draft-Wahlrechte nach Swift Current. Auch bei den Rebels kam DeBrusk auf einen Punkteschnitt von über 1,0 pro Spiel und nahm mit dem Team (als Gastgeber) am Memorial Cup 2016 teil, wo man jedoch im Halbfinale den Huskies de Rouyn-Noranda unterlag.
Zur Spielzeit 2016/17 wechselte DeBrusk in die Organisation der Boston Bruins, die ihn vorerst in die American Hockey League (AHL) zu ihrem Farmteam schickten, den Providence Bruins. In Providence verbrachte der Kanadier in der Folge die gesamte Saison und etablierte sich dort mit 19 Toren und 30 Assists als regelmäßiger Scorer. Im Rahmen der Vorbereitung auf die Spielzeit 2017/18 erspielte sich der Angreifer dann einen Platz im Kader der Boston Bruins und debütierte somit im Oktober 2017 in der National Hockey League (NHL), wobei ihm direkt ein Tor und eine Vorlage gelangen. Er beendete seine erste NHL-Saison mit 43 Punkten aus 70 Spielen und bestätigte diese Leistungen im Wesentlichen in den Folgejahren, sodass er im November 2020 einen neuen Zweijahresvertrag in Boston unterzeichnete, der ihm ein Gesamtgehalt von 7,35 Millionen US-Dollar einbringen soll.
Nach acht Jahren bei den Bruins wechselte DeBrusk im Juli 2024 als Free Agent zu den Vancouver Canucks. Dort unterzeichnete er einen neuen Siebenjahresvertrag mit einem durchschnittlichen Jahresgehalt von 5,5 Millionen US-Dollar.

## Erfolge und Auszeichnungen
- 2015 Teilnahme am CHL Top Prospects Game

## Karrierestatistik
Stand: Ende der Saison 2023/24
(Legende zur Spielerstatistik: Sp oder GP = absolvierte Spiele; T oder G = erzielte Tore; V oder A = erzielte Assists; Pkt oder Pts = erzielte Scorerpunkte; SM oder PIM = erhaltene Strafminuten; +/− = Plus/Minus-Bilanz; PP = erzielte Überzahltore; SH = erzielte Unterzahltore; GW = erzielte Siegtore; 1 Play-downs/Relegation; Kursiv: Statistik nicht vollständig)

## Familie
Sein Vater Louie DeBrusk war ebenfalls professioneller Eishockeyspieler und absolvierte über 400 Spiele in der NHL.